# أندي ووكر (لاعب كرة سلة)
أندي ووكر (بالإنجليزية: Andy Walker)‏ (25 مارس 1955 بكوينز في الولايات المتحدة - ) هو مدرب كرة سلة ولاعب كرة سلة أمريكي في مركز هجوم خلفي.

## وصلات خارجية
- أندي ووكر على موقع إن بي أي (الإنجليزية)
- أندي ووكر على موقع سبورتس رفرنس (الإنجليزية)
- أندي ووكر على موقع كلية كرة السلة في سبورتس رفرنس.كوم (الإنجليزية)
- أندي ووكر على موقع ريلجم (الإنجليزية)
- أندي ووكر على موقع بروبوليرز (الإنجليزية)
- أندي ووكر على موقع كلية كرة السلة في سبورتس رفرنس.كوم (الإنجليزية)